# Карасевка (Казахстан)
Кара́севка (каз. Карасевка) — село у складі Айиртауського району Північноказахстанської області Казахстану. адміністративний центр Камсактинського сільського округу.
Населення — 266 осіб (2021; 498 у 2009, 720 у 1999, 1295 у 1989).
Національний склад станом на 1989 рік:
- казахи — 48 %
- росіяни — 31 %.